# Lydia Kandou
Lydia Kandou, née le 21 février 1963 à Jakarta, est une actrice, chanteur indonésienne, également un mannequin.

## Bio

### Carrière
Lydia Ruth Elizabeth Kandou est née à Jakarta d'un père originaire de Manado et d'une mère néerlandaise, née au sein d'une famille nombreuse elle a connu une enfance étouffante en raison d'une santé défaillante et d'une mère surprotectrice.
Elle commence sa carrière à l'âge de seize ans comme mannequin et est repérée en 1979, par le réalisateur Imam Tantowi qui l'orientera pour ses débuts en tant qu'actrice dans la comédie dramatique Wanita Segala Zaman en compagnie des vedettes Kusno Sudjarwadi, Marini et Roy Marten. Le succès du film fut tel que sa carrière d'actrice décolle à toute vitesse et lui permet, rien qu'au cours de l'année 1980, de tourner dans plus de douze films. Mais ce sera au cours de l'année 1982 que Lydia en compagnie de l'acteur Rano Karno, jouera le rôle de la princesse Permatasari dans son plus célèbre film Aladin dan Lampu Wasiat, qui est une adaptation indonésienne du roman d'Aladin, des mille et une nuit.
Elle obtient en 1984, sa première nomination pour le Prix Citra de la meilleure actrice au festival du film indonésien pour son interprétation dans le drame Untukmu Kuserahkan Segalanya ou elle incarne une femme déterminée à se battre pour protéger l'orphelinat ou elle a grandi de sa destruction programmée par un groupe de promoteurs immobiliers sans scrupule. Mais Lydia Kandou devra attendre jusqu'en 1991 pour obtenir enfin une récompense dans la comédie Boneka dari Indiana ou elle donne la réplique à Meriam Bellina.

### Vie privée
Lydia s'est mariée civilement en juin 1986 avec le chanteur Jamal Mirdad, ce mariage a fait polémique à la fois en Indonésie et dans la presse internationale en raison du fait que le gouvernement indonésien a interdit toute validité du mariage interreligieux depuis 1974 (Lydia Kandou étant chrétienne et Jamal musulman),. Leur mariage enregistré officiellement dans le cadre de l'état civil a continué de faire l'objet de vifs débats dans le pays jusqu'à ce qu'il soit finalement reconnu par l'état en 1995.
Le mariage a également suscité de fortes tensions entre le couple et la famille de Lydia Kandou, car initialement opposée au mariage mixte, la mère de l'actrice refusait ainsi d'établir tout contact avec Jamal durant des années avant de finalement le reconnaître comme son beau-fils. En dépit de cette mauvaise publicité, le couple était connu pour représenter ainsi auprès du public l'image modèle d'une famille ouverte et heureuse qui a réussi à construire un foyer stable et harmonieux malgré leurs différences religieuses,.
Le 8 mars 2013, Lydia Kandou réclame par le biais de son avocat une demande de divorce au tribunal du district du sud de Jakarta. Après l'ouverture du procès le 18 avril 2013, le couple finit par se séparer à l'amiable dans une décision du tribunal rendu le 4 juillet 2013 après plus de vingt-sept ans de mariage. Si les raisons mêmes du divorce n'ont à ce jour jamais été révélées par le couple, Lydia a toutefois à plusieurs reprises confirmé que ce n'était pas lié à la différence de religion.
Le couple a eu quatre enfants de ce mariage: Hanna Natasya Maria, née en mars 1985, Kenang Kana, né en février 1987, Naysilla Nafulany, née en mai 1988 et Nathana Ghaza  en 2001. Elle est devenue en 2006, la belle-mère de l'acteur australo-indonésien Andrew White depuis que ce dernier a épousée sa fille aînée.

## Filmographie
- Wanita Segala Zaman (1979)
- Mencari Cinta (1979)
- Pelajaran Cinta (1979)
- Anak-Anak Buangan (1979)
- Seindah Rembulan (1980)
- Nostalgia di SMA(1980)
- Darna ajaib (1980)
- 5 Cewek Jagoan (1980)
- Bunga-Bunga SMA (1980)
- Roman Picisan (1980)
- Tempatmu Di Sisiku (1980)
- Manis-Manis Sombong (1980)
- Nikmatnya Cinta (1980)
- Hello Sayang (1980)
- Sekuntum Duri (1980)
- Masih Adakah Cinta (1980)
- Jangan Sakiti Hatinya (1980)
- Melodi Cinta (1980)
- Bunga Perkawinan (1981)
- Dalam Lingkaran Setan (1981)
- Perawan-Perawan (1981)
- Srigala (1981)
- Aladin dan Lampu Wasiat (1982)
- Perawan Rimba (1982)
- Pokoknya Beres (1983)
- Tujuh Wanita dalam Tugas Rahasia (1983)
- Maju Kena Mundur Kena (1983)
- Untukmu Kuserahkan Segalanya (1983)
- Tahu Diri Dong (1984)
- Kesempatan dalam Kesempitan (1985)
- Kejarlah Daku Kau Kutangkap (1985)
- Kau Tercipta Untukku (1985)
- Keluarga Markum (1986)
- Pengantin Baru (1986)
- Memburu Makelar Mayat (1986)
- Tirai Perkawinan (1987)
- Bendi Keramat (1988)
- Siapa Menabur Benci Akan Menuai Bencana (1988)
- Cas Cis Cus (1989)
- Antri Dong (1990)
- Gonta Ganti (1990)
- Jangan Bilang Siapa-Siapa (1990)
- Kisah Cinta Rojali dan Juleha (1990)
- Boneka dari Indiana (1990)
- Ramadhan dan Ramona (1992)
- Ketika (2005)
- Kejarlah Jodoh Kau Kutangkap (2011)
- Honeymoon (2013)
- Mahkotaku Hilang
- Darna Gadis Ajaib
- Kepingin Sih Pingin
- Johanna
- Gara-Gara
- Kembang-Kembang Kelabu
- Comic 8: Casino Kings (2015)
- Persembahan Terakhir The Movie (2015)

## Distinctions

### Récompenses
- Festival Film Indonesia 1991 Meilleure actrice principale pour Boneka dari Indiana
- Festival Film Jakarta 1992 Meilleure actrice principale pour Ramadhan dan Ramona
- Bandung Film Festival 1993 Meilleure actrice pour Ramadhan dan Ramona

### Nominations
- Festival Film Indonesia 1984 Nomination pour le prix de la meilleure actrice principale pour Untukmu Kuserahkan Segalanya
- Festival Film Festival 1986 Nomination pour le prix de la meilleure actrice principale pour Kejarlah Daku Kau Kutangkap
- Festival Film Festival 1990 Nomination pour le prix de la meilleure actrice principale pour Cas Cis Cus (Sonata di Tengah Kota)